# Express Bydgoski
Express Bydgoski – codzienna gazeta (wychodzi we wszystkie dni tygodnia oprócz niedziel) dla Bydgoszczy i okolic, z redakcją główną i drukiem w Bydgoszczy.

## Charakterystyka
Wydawcą gazety była spółka Express Media. Oprócz „Expressu Bydgoskiego” w portfolio wydawnictwa znajdowały się również toruńskie „Nowości” oraz lokalne tygodniki ukazujące się we Włocławku, Brodnicy, Żninie, Świeciu, Inowrocławiu, Nakle oraz Pakości, a także dwa bezpłatne tygodniki „City Bydgoszcz” i „City Toruń” rozdawane w każdy czwartek mieszkańcom obu miast. Express Media posiadała również swoją drukarnię gazetową, która oprócz własnych wydawnictw drukowała m.in. „Przegląd Sportowy”, „Fakt” i „Super Express”.
We wrześniu 2014 r. Express Media zostały kupione przez spółkę Polska Press.
Express, oprócz przekazywania bieżących wydarzeń lokalnych, krajowych i zagranicznych, uczestniczy aktywnie w życiu społeczno-kulturalnym Bydgoszczy. Organizuje plebiscyty, konkursy, charytatywne mecze sportowe, bale, festyny, biwaki, wycieczki seniorów i juniorów oraz patronuje większości imprez kulturalnych w Bydgoszczy. Od 1993 r. organizuje m.in. konkurs „Złoty Stetoskop” na najlepsze oddziały szpitalne województwa kujawsko-pomorskiego, „Superbelfer” o miano najlepszego pedagoga i wiele innych.
W strukturze redakcji „Expressu Bydgoskiego” są cztery oddziały terenowe: w Inowrocławiu, Nakle, Świeciu oraz Żninie. W 2010 r. gazeta w wydaniach codziennych rozchodziła się w nakładzie 25 tysięcy egzemplarzy, natomiast piątkowy magazyn to 65 tysięcy. Każdego dnia ukazują się dodatki, np. „Buduj i Remontuj”, „Praca i Kariera”, „Akademia Wiedzy”, „Auto Moto” czy „Zdrowa Rodzina”.

## Historia
Pomysł wydawania „Expresu Bydgoskiego” narodził się w 1989 r. w gronie akcjonariuszy firmy „Weltinex”. Jego realizację powierzono Ryszardowi Giedrojciowi, Arturowi Szczepańskiemu i Tomaszowi Wojciekiewiczowi. 30 marca 1990 r. ukazał się pierwszy numer dziennika. Objętość pisma wynosiła początkowo: 8 stron wydania codziennego i 12 – piątkowego. Dziennik wpisał się w ideę tworzenia społeczeństwa obywatelskiego w Polsce po przełomie politycznym 1989 r.
W pierwszych latach funkcjonowania na rynku prasowym Express Bydgoski odniósł sukces, który zawdzięczał m.in. nastawieniu na lokalność, kontakt z czytelnikami, bogaty informator podręczny. Wraz z gazetą rozwijała się jej baza; w 1993 r. otwarto własną drukarnię przy ul. Deszczowej oraz uruchomiono skład komputerowy. Zespołem redakcyjnym kierował początkowo Ryszard Giędrojć, następnie Marek Zagórski i Jacek Deptuła. Najtrudniejszy moment Express przechodził w drugiej połowie lat 90., kiedy na bydgoskim rynku prasowym konkurowało 5 dzienników codziennych. W 1998 r. redakcja Expressu zorganizowała plebiscyt na „bydgoszczanina stulecia”, w którym zwyciężył przedwojenny prezydent miasta Leon Barciszewski wyprzedzając lekarzy-społeczników Jana Biziela i Emila Warmińskiego. Z kolei w konkursie na symbole miasta (2000 r.) zwyciężyły Spichrze przed Łuczniczką, Wenecją Bydgoską, Farą i Wyspą Młyńską.
Zdecydowany rozwój wydawnictwa nastąpił po 1999 r., kiedy właścicielem firmy został niemiecki koncern prasowy Rheinisch-Bergische Verlag. Inwestycje obejmowały budowę nowej drukarni przy ul. Grunwaldzkiej. W 2002 r. w skład Express Media weszły „Nowości” – największa gazeta ukazująca się w Toruniu. „Express Bydgoski” i „Nowości” umocniły się na pozycji lidera rynku prasowego największych miast regionu kujawsko-pomorskiego. Średni nakład dzienny wynosił wówczas 25 tysięcy egzemplarzy dla „Expressu” (od poniedziałku do czwartku) i 81 tysięcy piątkowy magazyn, a dla „Nowości” – 36 tys. i 71 tys. magazyn. Zasięg Express Media objął cale województwo kujawsko-pomorskie, z redakcjami lokalnymi w Żninie, Nakle, Świeciu, Inowrocławiu, Brodnicy, Grudziądzu i Włocławku, a udział w rynku czytelniczym sięgnął 40 procent. W rozbudowanej w 2008 r. drukarni Expressu poza własnymi tytułami, bezpłatnymi gazetami („City Bydgoszcz”, „City Toruń”, „7 dni Bydgoszcz”, „7 Dni Toruń”) i tygodnikami lokalnymi drukowano także gazety ogólnopolskie.
W 2006 r. Express udostępnił własny portal internetowy, także w wersji WAP dla telefonów komórkowych.